# جزيرة كريت البيزنطية

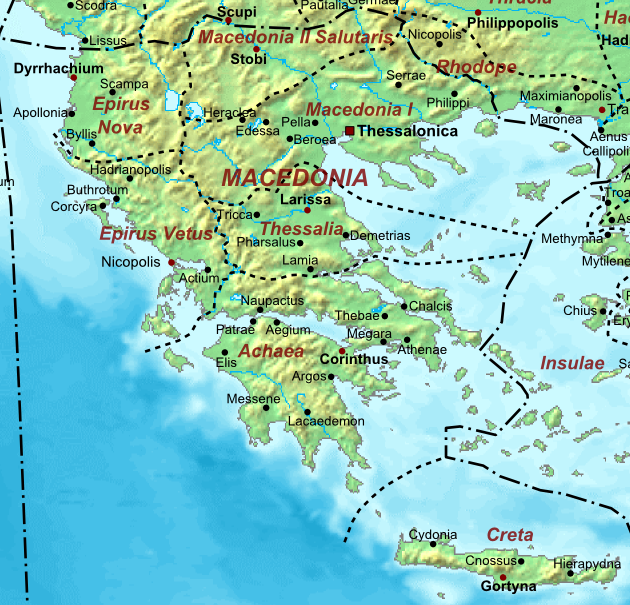

خضعت جزيرة كريت لحكم الإمبراطورية البيزنطية خلال حقبتين: تمتد الأولى من الحقبة الرومانية المتأخرة (القرن الثالث) حتى غزو الجزيرة من قبل المنفيين الأندلسيين أواخر عشرينيات القرن التاسع، وتمتد الحقبة الثانية من إعادة غزو الجزيرة في عام 961 حتى الاستيلاء عليها من قبل قوات جنوا وفينيسيا المتحاربة في عام 1205.

## التاريخ

### الحقبة البيزنطية الأولى
في ظل الحكم البيزنطي، كانت كريت جزءًا من مقاطعة كريت سيرينايكا المشتركة. أُسّست في ظل حكم ديوكليتيان (حكم بين عامي 284-305) كمقاطعة منفصلة، في حين أُخضعت من قبل قسطنطين العظيم (حكم بين عامي 306-337) إلى أبرشية مويسيا (ولاحقًا إلى أبرشية مقدونيا) ضمن ولاية إيليركيم الإمبراطورية، واستمر هذا التنظيم حتى نهاية العصور القديمة المتأخرة. استمرت بعض المؤسسات الإدارية، مثل كوينون الجزيرة الموقر، حتى نهاية القرن الرابع، ولكن كما كان الحال في أي مكان آخر من الإمبراطورية جرى التخلي عن هذه المؤسسات المدنية الإقليمية في مواجهة القوة المتعاظمة للمسؤولين الإمبراطوريين. 
تذكر بعض المصادر المعاصرة جزيرة كريت خلال الفترة الممتدة من القرن الرابع حتى الغزو الإسلامي في عشرينيات القرن التاسع. خلال هذا الوقت، كانت الجزيرة إلى حد كبير موضعًا إقليميًا منعزلًا هادئًا في محيط العالم اليوناني الروماني. تغيّب أساقفتها حتى عن مجمع نيقية الأول في عام 325 خلافًا للجزر المجاورة مثل رودس أو كوس. باستثناء هجوم من قبل الفانداليين في عام 457 والزلازل العظيمة في 9 يوليو 365 و415 و448 و531، التي دمرت مدنًا عديدة، ظلت الجزيرة آمنةً ومزدهرة كما تشهد العديد من الآثار الكبيرة والمبنية بشكل جيد الباقية على الجزيرة من تلك الحقبة. يُشار إلى جزيرة كريت في نصوص سينيكديموس العائدة إلى القرن السادس بأنها كانت محكومةً من قبل كونسولاريس وكانت عاصمتها في غورتين وبلغ عدد مدنها 22 مدينة. يقدّر التعداد السكاني لتلك الفترة بنحو 250 ألف نسمة، وكانوا مسيحيين بشكل حصري تقريبًا باستثناء بعض اليهود الذين كانوا يعيشون في المراكز الحضرية الرئيسية.
كُسر هذا السلام في القرن السابع. تعرضت جزيرة كريت لأولى الغزوات من قبل السلافيين، تلتها غزوات العرب في عام 654 وسبعينيات القرن السابع خلال الموجة الأولى من الفتوحات الإسلامية الباكرة ومجددًا خلال العقود الأولى من القرن الثامن، تحديدًا في ظل حكم الخليفة الوليد بن عبد الملك (حكم بين عامي 705-715). بعد ذلك ظلت الجزيرة آمنةً نسبيًا في ظل حكم أركون عُيّن من قبل القسطنطينية. في العام 732 تقريبًا، نقل الإمبراطور ليو الثالث الإيساوري الجزيرة من الولاية القضائية للبابا إلى الولاية القضائية لبطريرك القسطنطينية. وُثّق استراتيجوس لكريت في عام 767 واشتهرت مجموعة من الفرسان في كريت. وقد أدى ذلك إلى افتراضاتٍ بأن الجزيرة تشكلت كثيمة في القرن الثامن، وربما في وقت مبكر من ثلاثينيات ذلك القرن. وعلى الرغم من ذلك، لا يعتبر معظم العلماء أن الأدلة قاطعة بما فيه الكفاية ويرون أنه من غير المحتمل أن تكون الجزيرة ثيمةً في ذلك الوقت.

### الغزو العربي والاستعادة البيزنطية
دام الحكم البيزنطي حتى أواخر عشرينيات القرن التاسع حين نزلت مجموعة ضخمة من المنفيين من الأندلس على الجزيرة وبدأوا غزوهم. أطلق البيزنطيون حملاتٍ متكررة لإعادتهم، ويبدو أنهم عيّنوا استراتيجوس لإدارة الأجزاء التي كانوا ما يزالون يسيطرون عليها من الجزيرة. ومع ذلك، هُزمت الحملات المتتالية وفشلت في الحيلولة دون إنشاء معقل ساراكينوس في كاندية على الساحل الشمالي، والذي أصبح عاصمة إمارة كريت الجديدة. شكل سقوط جزيرة كريت في أيدي العرب صداعًا كبيرًا لبيزنطة، إذ فتح سواحل بحر إيجة وجزره للقرصنة.